# アフターマン
『アフターマン』(原題: After Man: A Zoology of the Future) は、スコットランド人の地質学者でサイエンスライターである、ドゥーガル・ディクソン（Dougal Dixon）の1981年の著作。英語の原題を日本語訳すると『人類以後 - 未来の動物学』を意味する。日本語版の副題は『人類滅亡後の地球を支配する動物世界』。
本書は原題の意味や日本語版の副題にもあるとおり、人類滅亡後（5000万年後）の地球を支配する動物達を描くというコンセプトで描かれており、変化した地球環境に合わせて進化した生物達が生息環境別に紹介されるという形式をとる。人類はその構造に破綻を来たして滅亡し、その文明に駆逐されずに生き残った生物達が新たな生態系を構築する、という展開だが、本書は人類滅亡のプロセスよりもそこに生息する生物やその科学的説明に重点を置いている。
後に著者は、人類が残ったままだと環境への大きすぎる影響力のために、進化に対する考察が困難になる旨を述べている。

## 5000万年後の地勢と気候
本書では5000万年後の地球の生物を取り扱うため、その生息環境も考慮しなければならない。気候や植生は現代の地球と大差ないとように設定されている一方、大陸移動によって地球規模で大幅に大陸の配置が変化している様も描写されている。
具体的にはアフリカ・オーストラリア両大陸、インド亜大陸の北上によって地中海と東南アジア島嶼部が消滅して巨大山脈が生まれ、ヒマラヤ山脈は侵食が進んで低くなり、アフリカ大陸東部が大地溝帯を基点に本土から分裂し、パナマ地峡が消滅し南アメリカ大陸が北アメリカ大陸から独立している。
地勢が変化しているので、現在の生物地理区は当然ながら使用出来ない。そのため便宜上、温帯の森林と草原・山岳地帯・針葉樹林・極地とツンドラ・砂漠：乾燥の地・熱帯草原・熱帯林のように、主に気候による区分が行われている。ただし、ホットスポットで発生したバタヴィア列島や、大陸移動によりアフリカ大陸本体から切り離されて島大陸となったその東部（便宜上レムーリア島と呼ばれる）は島と島大陸として区分されており、これら特殊な地域は例外である。

## 動物群の変化
人類の文明活動の所産として、我々が慣れ親しむ所の大型哺乳類は一部を除いてことごとく絶滅した設定になっている。具体的には、全ての奇蹄類、長鼻類、鯨類、単孔類、一部を除いた食肉類、偶蹄類などが姿を消したが、これらの生物が滅んで生じた生態的地位の空きを埋める別の分類群の生物達の存在が、本書の面白さに大きな比重を占めるといってよい。
例としては以下のようなものがある。
- 大型食肉類のニッチに入り込み進化したネズミを先祖とする肉食性齧歯類、ファランクス
- 偶蹄類のニッチを埋めた有蹄兎類、ラバック[2]
- 長鼻類、大型奇蹄類に代わって進化したレイヨウを先祖に持つ大型偶蹄類、ジャイガンテロープ[1]
- 鯨類の後に完全に海生になり巨大化したペンギン、ヴォーテックス

## 進化の道筋の提示
他にも、誕生してから最初にそこに到着した生物が翼手類であったために陸生に進化したコウモリたちの楽園となったバタヴィア列島、孤立した南アメリカ大陸で未だ捕食者として君臨し続ける食肉類、レムーリア島に生き残った最後の原始的偶蹄類など、本書は適応放散や収斂進化など、進化論的に非常に興味深い考察が多い。

## 関連深い作品
ディクソンは本書の後も、6500万年前に大絶滅が回避された世界を想定した『新恐竜』や、現生人類が絶滅せずにそこから進化、種分化した生物を考察した『マンアフターマン』、専門家チームとの合作『フューチャー・イズ・ワイルド』などを手掛けており、いずれも仮想の条件の下で進化した生物を取り扱っている。特に『フューチャー・イズ・ワイルド』は500万年後・1億年後・2億年後の世界を扱っているが、『アフターマン』で描かれた5000万年後の世界をその歴史の1つとして見なせば新たな楽しみ方があるだろうとディクソンは主張している。
また（日本では）本書は『鼻行類』や『平行植物』の二作品とあわせて生物系三大奇書や生物学三大奇書とも言われる。
本書はジュニア向け動物図鑑の体裁に近い。ただし、前段において、至極真っ当な生物進化と分布に関する解説がおかれており、この部分は、全くの一般的科学解説書である。つまり、そのような予備知識を把握した上で、本書の内容はすべて想像であることを前提に楽しんでくれ、というスタンスである。言い換えればこの書は啓蒙書という性格を持っている。その点、他の二書ではどこにも“事実に基づくものではない”ことが記されていないのと比べ、立場を異にする。

## 映像化

### 朝日放送開局40周年記念番組『アフターマン〜5000万年後の動物たち』
1990年10月29日に朝日放送・ネクサス制作・テレビ朝日系列にて、朝日放送開局40周年記念の特番でパペットやモデルアニメーションを使った映像化が試みられている。CG が（制作費および製作期間の関係で）あまり使われていない時期で、全てアナログ特撮で撮影されていた。

#### スタッフ
- 原作・監修：ドゥーガル・ディクソン
- 司会：逸見政孝、星野知子
- ナレーション：宮崎美子
- 声の出演：山田康雄（画面にも登場したディクソンの声を充てた）、岸野一彦
- 音楽：和田薫
- 特撮製作・演出：田川利夫
- 演出：西森信三
- プロデューサー：池谷誠一（ネクサス）
- チーフプロデューサー：大熊邦也（朝日放送）

### みんなのうた
1994年、日本のNHK内の歌番組『みんなのうた』で、同名の歌（作詞:矢島大輔、作曲・編曲:杉原葉子、歌:岡村明美）が本書の未来生物をモチーフとした短編アニメーションと共に2か月間放映された。

## 各種日本語版
- 『アフターマン―人類滅亡後の地球を支配する動物たち』 ISBNなし（旧版：旺文社、1982年5月、日本語版監修：今泉吉典）
- 『アフターマン―人類滅亡の地球を支配する動物たち』 ISBN 4900416827（旧・新装版：太田出版、1990年4月、訳：今泉吉典）
- 『アフターマン 人類滅亡後の地球を支配する動物世界』 ISBN 4478860467（新・新装版：ダイヤモンド社、2004年7月、訳：今泉吉典）
- 『アフターマン 人類滅亡後の動物の図鑑』 ISBN 9784052048104（児童書版：学研プラス、2019年8月、訳：G.Masukawa）[9]